# 讀賣電視台週四連續劇
《讀賣電視台週四連續劇》（木曜ドラマ）是日本電視台每逢星期四23:59－24:54（日本時間）播放的一小時電視連續劇時段，由讀賣電視台製作，接續之前同一時段的「週四推理劇場」。

## 作品列表

### 2010年代

#### 2013年
- 4月4日 - 6月27日：廢材英雄（でたらめヒーロー）
  - 主演：佐藤隆太
  - 劇本：根津理香、德永友一、 等
- 7月4日 - 9月26日：町醫者Jumbo！！（町医者ジャンボ!!）
  - 原作： 
  - 主演：眞木大輔
  - 劇本：深澤正樹、田中真一、高橋美幸 等
- 10月3日 - 12月26日：白馬王子 純愛適齡期（ハクバノ王子サマ 純愛適齢期） 
  - 原作： 
  - 主演：優香
  - 劇本：藤井清美

#### 2014年
- 1月9日 - 3月27日：抚慰金律师～把你的眼泪变成钱吧～（慰謝料弁護士〜あなたの涙、お金に変えましょう〜）
  - 原作： 
  - 主演：田中直樹
  - 劇本：森迅史 等
- 4月3日 - 6月26日：特防 警察廳特殊防犯課（トクボウ 警察庁特殊防犯課）
  - 原作：高橋秀武
  - 主演：伊原剛志
  - 劇本：福田卓郎 等
- 7月3日 - 9月19日：獸醫先生，是事件（獣医さん、事件ですよ）
  - 主演：陣內孝則
  - 劇本：田邊滿 等
- 10月2日 - 12月18日：打耳光！～律師事務員箕輪用愛解決一切～（ビンタ!〜弁護士事務員ミノワが愛で解決します〜）
  - 原作：小川圭《特攻事務員箕輪》
  - 主演：松本利夫（EXILE）
  - 劇本：大石哲也、川嶋澄乃、高山直也 等

#### 2015年
- 1月8日 - 3月26日：五星旅行社〜最佳旅遊由我來導覽！！〜（五つ星ツーリスト〜最高の旅、ご案内します!!〜）
  - 主演：渡邊直美
  - 劇本：森迅史
- 4月2日 - 6月18日：戀愛時代（恋愛時代）
  - 原作：野澤尚《戀愛時代》
  - 主演：比嘉愛未
  - 劇本：藤井清美
- 7月2日 - 9月17日：婚活刑事（婚活刑事）
  - 原作：安道康道《婚活刑事 花田米子的絶叫》
  - 主演：伊藤步
  - 劇本：松本達也 等
- 10月15日 - 12月24日：青春偵探晴也～不容許大人的作惡～（青春探偵ハルヤ〜大人の悪を許さない!〜）
  - 原作：福田榮一《最適合End Credit的夏天》
  - 主演：玉森裕太（Kis-My-Ft2）
  - 劇本：田中真一、中村由加里

#### 2016年
- 1月7日 - 3月24日：金錢天使 ～你的錢拿回去！～（マネーの天使〜あなたのお金、取り戻します!〜）
  - 主演：小籔千豐
  - 劇本：森迅史
- 4月7日 - 6月30日：Doctor Car（ドクターカー）
  - 主演：剛力彩芽
  - 劇本：深澤正樹
- 7月7日 - 9月22日：遺產繼承律師 柿崎真一（遺産相続弁護士 柿崎真一）
  - 主演：三上博史
  - 劇本：林誠人
- 9月29日 - 12月2日：黑色十人之女（黒い十人の女）
  - 原作：和田夏十《黑色十人之女》
  - 主演：船越英一郎
  - 劇本：笨蛋主義

#### 2017年
- 1月5日 - 3月23日：增山超能力師事務所（増山超能力師事務所）
  - 原作：譽田哲也《超能力師事務所》
  - 主演：田中直樹
  - 劇本：櫻井剛
- 4月6日 - 6月22日：愛情敗犬向前衝（恋がヘタでも生きてます）
  - 原作：藤原晶《愛情敗犬向前衝》
  - 主演：高梨臨
  - 劇本：橫田理惠
- 7月6日 - 9月14日：腦內智慧型手機人類（脳にスマホが埋められた!）
  - 主演：伊藤淳史
  - 劇本：森迅史
- 10月5日 - 12月8日：黑色復仇（ブラックリベンジ）
  - 主演：木村多江
  - 劇本：佐藤友治

#### 2018年
- 1月11日 - 3月15日：Repeat～改變命運的10個月～（リピート〜運命を変える10か月〜）
  - 原作：乾胡桃
  - 主演：貫地谷栞
  - 劇本：泉澤陽子
- 4月5日 - 6月8日：愛情重跑（ラブリラン）
  - 原作：天澤亞紀
  - 主演：中村杏
  - 劇本：永田優子、大林利江子
- 7月19日 - 9月20日：偵探過早（探偵が早すぎる）
  - 原作：井上真偽
  - 主演：瀧藤賢一、廣瀨愛麗絲
  - 劇本：宇田學、藤平久子
- 10月4日 - 12月7日：黑色醜聞（ブラックスキャンダル）
  - 主演：山口紗彌加
  - 劇本：佐藤友治

#### 2019年
- 1月10日 - 3月14日：人生變快樂的幸福法則（人生が楽しくなる幸せの法則）
  - 原作：（相席スタート）
  - 主演：夏菜
  - 劇本：武井彩、山岡潤平
- 4月4日 - 6月6日：對面的爆紅家族（向かいのバズる家族）
  - 主演：内田理央
  - 劇本：Maggie
- 7月4日 - 9月6日：我分享我的丈夫（わたし旦那をシェアしてた）
  - 主演：小池榮子
  - 劇本：仁志光佑、本田隆朗、三浦希紗
- 10月4日 - 12月5日：CHEAT 詐欺師們請注意（チート〜詐欺師の皆さん、ご注意ください〜）
  - 主演：本田翼
  - 劇本：松本美彌子、山下すばる

### 2020年代

#### 2020年
- 1月9日 - 3月12日: 戀愛聯誼偵探 〜恋爱与美食与解谜〜（ランチ合コン探偵〜恋とグルメと謎解きと〜）
  - 原作：水生大海
  - 主演：山本美月
  - 劇本：阿相クミコ、守口悠介、赤松新
- 4月2日 - 8月6日: Guilty 〜這份愛有罪嗎？〜（ギルティ〜この恋は罪ですか?〜）
  - 原作：丘上愛（日语：丘上あい）
  - 主演：新川優愛
  - 劇本：泉澤陽子、大江利江子、三浦希紗
- 8月13日 - 9月10日：大叔喜歡可愛小玩意（おじさんはカワイイものがお好き。）
  - 原作：ツトム
  - 主演：眞島秀和
  - 劇本：坪田文

※於十月期暫時中斷。

#### 2021年
- 1月7日 - 3月11日：江户小姐〜爱在令和〜（江戸モアゼル〜令和で恋、いたしんす。〜）
  - 原作：江戸キリエ
  - 主演：岡田結実
  - 劇本：政池洋佑、大林利江子
- 4月1日 - 6月4日：Colorful Love～無性別男孩熱戀中。～（カラフラブル〜ジェンダーレス男子に愛されています。〜）
  - 原作：ためこう
  - 主演：吉川愛、板垣李光人
  - 劇本：坪田文
- 7月1日 - 9月9日：求愛幼幼班（イタイケに恋して）
  - 主演：渡邊大知、菊池風磨
  - 劇本：德尾浩司
- 10月7日 - 12月9日：不幸女孩！（アンラッキーガール!）
  - 主演：福原遙
  - 劇本：伊達さん、モラル

#### 2022年
- 1月13日 - 3月17日：契×約 ─危險搭檔─（ケイ×ヤク-あぶない相棒-）
  - 原作：薫原好江
  - 主演：鈴木伸之、犬飼貴丈
  - 劇本：酒井雅秋、鹿目けい子、三浦駿斗、小川眞住枝
- 4月14日 - 6月16日：偵探過早 春天的诡计反击祭（探偵が早すぎる 春のトリック返し祭り）
  - 原作：井上真偽
  - 主演：滝藤賢一、廣瀨愛麗絲
  - 劇本：宇田學、藤平久子
- 7月7日 - 9月8日：Octo ～感情搜查官 心野朱梨～（オクトー 〜感情捜査官 心野朱梨〜）
  - 主演：飯豐萬理江
  - 劇本：三浦駿斗、橋本夏
- 9月22日 - 10月13日：再見的彼端 / 5分鐘後的意外結局（さよならの向う側 / 5分後に意外な結末）
  - 原作：
    - 再見的彼端：清水晴木
    - 5分鐘後的意外結局：桃戶ハル

  - 主演：
    - 再見的彼端：上川隆也
    - 5分鐘後的意外結局：飯尾和樹、莉子
- 10月20日 - 12月22日：Sister
  - 原作：あやぱん（原作）、蜆ツバサ（作畫）
  - 主演：山本舞香、瀧本美織
  - 劇本：泉澤陽子、大林利江子

#### 2023年
- 1月19日 - 3月23日：无可奈何我们的恋爱论（しょうもない僕らの恋愛論）
  - 原作：原秀則
  - 主演：眞島秀和
  - 劇本：いとう菜のは、今西祐子、近藤啓介、安藤凛
- 4月13日 - 6月15日：勝利的法廷式（勝利の法廷式）
  - 主演：志田未來
  - 劇本：小谷暢亮、本田隆朗、富安美尋、蓼内健太
- 7月20日 - 9月22日：她們的犯罪（彼女たちの犯罪）
  - 原作：橫關大
  - 主演：深川麻衣
  - 劇本：田辺茂範、大林利江子、谷口純一郎
- 10月5日 - 12月7日：暗黑家族 〜新堂家的复仇〜（ブラックファミリア〜新堂家の復讐〜）
  - 主演：板谷由夏
  - 劇本：佐藤友治

#### 2024年
- 1月18日 - 3月22日：回转未来
  - 原作：
  - 主演：萩原利久
  - 劇本：、高矢航志
- 4月11日 - 6月13日：約定～第16年的真相～（約束 〜16年目の真実〜）
  - 主演：中村杏
  - 劇本：小峯裕之、本田隆朗、富安美尋
- 7月11日 - 9月12日：班上的女同学，我全部都喜欢
  - 原作：爪切男
  - 主演：木村昴
  - 劇本：森迅史、鈴木裕那、武田雄樹
- 10月3日 - 12月12日：Octo ～感情搜查官 心野朱梨～Season2
  - 主演：飯豐萬理江
  - 劇本：三浦駿斗

#### 2025年
- 1月9日 - 3月20日：我所不知道的我
  - 主演：小野花梨
  - 劇本：大林利江子
- 4月3日 - 6月6日：如果她認為那就是愛
  - 原作：一木けい
  - 主演：栗山千明
  - 劇本：岡崎聰子、上野詩織
- 7月3日 - ：戀愛禁止
  - 原作：長江俊和
  - 主演：伊原六花
  - 劇本：遠山繪梨香

## 放送局
| 放送對象地域        | 放送局                             | 系列                      | 放送日期・放送時間 |
| ------------------- | ---------------------------------- | ------------------------- | ------------------ |
| 關東廣域圈          | 日本電視台（NTV）                  | 日本電視台系列            | 週四 23:59〜24:54  |
| 北海道              | 札幌電視台（STV）                  | 日本電視台系列            | 週四 23:59〜24:54  |
| 青森縣              | 青森放送（RAB）                    | 日本電視台系列            | 週四 23:59〜24:54  |
| 岩手縣              | 岩手電視台（TVI）                  | 日本電視台系列            | 週四 23:59〜24:54  |
| 宮城縣              | 宮城電視台（MMT）                  | 日本電視台系列            | 週四 23:59〜24:54  |
| 秋田縣              | 秋田放送（ABS）                    | 日本電視台系列            | 週四 23:59〜24:54  |
| 山形縣              | 山形放送（YBC）                    | 日本電視台系列            | 週四 23:59〜24:54  |
| 福島縣              | 福島中央電視台（FCT）              | 日本電視台系列            | 週四 23:59〜24:54  |
| 山梨縣              | 山梨放送（YBS）                    | 日本電視台系列            | 週四 23:59〜24:54  |
| 新潟縣              | TV新潟放送網（TeNY）               | 日本電視台系列            | 週四 23:59〜24:54  |
| 長野縣              | 信州電視台（TSB）                  | 日本電視台系列            | 週四 23:59〜24:54  |
| 静岡縣              | 静岡第一電視台（SDT）              | 日本電視台系列            | 週四 23:59〜24:54  |
| 富山縣              | 北日本放送（KNB）                  | 日本電視台系列            | 週四 23:59〜24:54  |
| 石川縣              | 金澤電視台（KTK）                  | 日本電視台系列            | 週四 23:59〜24:54  |
| 福井縣              | 福井放送（FBC）                    | 日本電視台/朝日電視台系列 | 週四 23:59〜24:54  |
| 中京廣域圈          | 中京電視台（CTV）                  | 日本電視台系列            | 週四 23:59〜24:54  |
| 近畿廣域圈          | 讀賣電視台（ytv） 週四連續劇製作局 | 日本電視台系列            | 週四 23:59〜24:54  |
| 島根縣 鳥取縣       | 日本海電視台（NKT）                | 日本電視台系列            | 週四 23:59〜24:54  |
| 廣島縣              | 廣島電視台（HTV）                  | 日本電視台系列            | 週四 23:59〜24:54  |
| 山口縣              | 山口放送（KRY）                    | 日本電視台系列            | 週四 23:59〜24:54  |
| 德島縣              | 四國放送（JRT）                    | 日本電視台系列            | 週四 23:59〜24:54  |
| 岡山縣 香川縣       | 西日本放送（RNC）                  | 日本電視台系列            | 週四 23:59〜24:54  |
| 愛媛縣              | 南海放送（RNB）                    | 日本電視台系列            | 週四 23:59〜24:54  |
| 高知縣              | 高知放送（RKC）                    | 日本電視台系列            | 週四 23:59〜24:54  |
| 福岡縣 佐賀縣       | 福岡放送（FBS）                    | 日本電視台系列            | 週四 23:59〜24:54  |
| 長崎縣              | 長崎国際電視台（NIB）              | 日本電視台系列            | 週四 23:59〜24:54  |
| 熊本縣              | 熊本縣民電視台（KKT）              | 日本電視台系列            | 週四 23:59〜24:54  |
| 大分縣              | 大分電視台（TOS）                  | 富士電視台/日本電視台系列 | 週四 23:59〜24:54  |
| 鹿兒島縣 沖繩縣北部 | 鹿兒島讀賣電視台（KYT）            | 日本電視台系列            | 週四 23:59〜24:54  |